# Паукште, Витаутас Ионович
Вита́утас Ионович Па́укште (лит. Vytautas Paukštė; 2 июля 1932, Каунас — 21 июля 2022, Клайпеда) — советский и литовский актёр театра и кино, заслуженный артист Литовской ССР (1976), народный артист Литовской ССР (1982), лауреат премии Правительства Литовской Республики (2002), Национальной премии Литвы по культуре и искусству (2007).

## Биография
В 1957 году окончил театральный факультет Литовской консерватории. С 1956 по 1963 годы был актёром Капсукского драматического театра. С 1963 года работал в труппе Клайпедского драматического театра.
С 1968 года работал в кино. Снялся в 59 фильмах.
Скончался 21 июля 2022 года.

## Семья
Был женат на литовской театральной актрисе Юлии Сакалайте (р. 1946). Имел троих детей.

## Фильмография
- 1968 год — Чувства — учитель
- 1969 год — Да будет жизнь! — Цезарис (озвучил Б. Фрейндлих)
- 1970 год — Вся правда о Колумбе — революционер под псевдонимом «Учитель»
- 1972 год — Геркус Мантас — епископ Тевтонского ордена (дублировал Владимир Осенев)
- 1972 год — Это сладкое слово — свобода! — тюремный врач
- 1972 год — Сойти на берег — капитан Эрих
- 1973 год — Полуночник — учитель рисования
- 1973 год — Семнадцать мгновений весны (телефильм) — эпизод
- 1973 год — Сломанная подкова — доктор Петерсон
- 1973 год — Солёный пёс — капитан
- 1976 год — И другие официальные лица — помощник Кларка
- 1976 год — Приключения Калле-сыщика — папа Калле Блюмквиста
- 1978 год — Не буду гангстером, дорогая — Старик-бездомный
- 1978 год — Особых примет нет (СССР, ПНР) — Август Бебель
- 1978 год — Смилуйся над нами — доктор
- 1978 год-1979 год — Лицо на мишени — сэр Исаак Хук
- 1979 год — Чёртово семя — Банис
- 1980 год — Путешествие в рай — Якштайтис
- 1980 год — Рафферти — Хэдн Босуорт
- 1981 год — Дочка конокрада — Навикас (дублировал И. Ефимов)
- 1983 год — Высокая проба — Воол
- 1983 год — Женщина и четверо её мужчин — эпизод
- 1983 год — Замок герцога Синяя Борода (фильм-спектакль)
- 1983 год — Иона, или Художник за работой (короткометражка) — гость художника (озвучил В. Заманский)
- 1983 год — Сад (короткометражка) — Ю. В. Красилов
- 1984 год — Здесь наш дом
- 1984 год — Моя маленькая жена — отец Руты
- 1984 год — Снег в июле — Незнамов
- 1985 год — Электронная бабушка — телекомментатор
- 1985 год — Простая смерть … — врач
- 1985 год — Противостояние — Пауль Келлер
- 1986 год — Беньяминас Кордушас — граф Пшидирски
- 1986 год — Все против одного — Мередит Борден
- 1986 год — Досье человека в «Мерседесе» — врач гамбургской больницы
- 1986 год — Размах крыльев — Виктор
- 1986 год — Сказание о храбром Хочбаре — Дон Ребо
- 1986 год — Шестнадцатилетние — эпизод
- 1987 год — Воскресный день в аду — Мельдерс (главная роль)
- 1987 год — Топинамбуры — Потапов
- 1988 год — Большая игра (фильм, 1988) (СССР, Болгария) — эпизод
- 1988 год — Жена керосинщика — следователь
- 1988 год — Час полнолуния — ксёндз
- 1989 год — Идеальное преступление — судья Ивамо
- 1989 год — Кончина — дед Бляха
- 1989 год — Мгновения …
- 1989 год — Прости нас, Господи — палач
- 1990 год — Марюс — Дабульскис
- 1991 год — Австрийское поле — врач
- 1991 год — Кремлёвские тайны шестнадцатого века — думный боярин
- 1991 год — Смерть за кулисами — Профессор
- 1992 год — Джаз (Литва)
- 1992 год — Тайна — капитан Вулс
- 1993 год — И он сказал им «прощайте» (другое название — И он сказал им «с Богом») (Литва)
- 1994 год — Процесс (Литва)
- 1997 год — Ожерелье из волчьих зубов (Литва)
- 1998 год-2000 год — Поросль (Литва, сериал) — Витаутас Шепутис
- 2000 год — Жизнь Эльзы (Литва, Германия) — адвокат
- 2008 год — В ловушке реальности (Литва, короткометражка) — дедушка
- 2011 год — Родня. 20 лет спустя (Родственники. 20 лет спустя) (Литва, сериал) — Витаутас Шепутис
- 2012 год — После школы — дедушка Фриды
- 2013 год — Трудно быть богом — Кабани

## Призы и награды
- 1976 — Заслуженный артист Литовской ССР
- 1978 — Государственная премия Литовской ССР (за театральную работу)
- 1982 — Народный артист Литовской ССР
- 1998 — Кавалер ордена Великого князя Литовского Гядиминаса[3]
- 2002 — Премия Правительства Литвы в области культуры и искусства
- 2007 — Национальная премия Литвы по культуре и искусству
- 2008 — Почётный гражданин города Клайпеды
- 2012 — Командор ордена «За заслуги перед Литвой»